# Oleg Alexandrowitsch Weretennikow
Oleg Alexandrowitsch Weretennikow (russisch Олег Александрович Веретенников; * 5. Januar 1970 in Rewda, Sowjetunion) ist ein ehemaliger russischer Fußballspieler und derzeitiger Trainer.

## Karriere

### Verein
Oleg Weretennikow begann seine Karriere in der dritten Spielklasse der Sowjetunion bei Uralmasch Swerdlowsk. Der Stürmer stand von 1992 bis 2000 bei Rotor Wolgograd unter Vertrag und war in den 1990er Jahren Teil des Strumtrios Weretennikow-Niederhaus-Jessipow, das Rotor Wolgograd in die Spitzengruppe der russischen Liga brachte. Von 2001 bis 2002 wurde er von Sokol Saratow verpflichtet. Mit dem Verein ist er 2002 aus der russischen Liga abgestiegen und spielte ab diesem Zeitpunkt für verschiedene Clubs in der zweitklassigen 1. Division sowie in der kasachischen Premjer-Liga. Im Juni 2015 übernahm er den Cheftrainerposten beim russischen Zweitligisten Lutsch-Energija Wladiwostok.

### Nationalmannschaft
Oleg Weretennikow absolvierte vier Partien für die russische Nationalmannschaft.

## Erfolge
- Toptorschütze der russischen Liga: 1995, 1997, 1998